# حمود سلطان
حمود سلطان، من مواليد 1 يناير 1958، وهو من أفضل حراس المرمى في البحرين، وقد توج في عام 1994 كأفضل حارس في قارة آسيا، وهو يعد من أكثر اللاعبين مشاركة في كأس الخليج، حيث شارك منذ الدورة الرابعة وحتى الثانية عشر.

## دراسته
وقد درس حمود سلطان في مدرسة عمر بن الخطاب ومن ثم انتقل إلى مدرسة الهداية
وعندما كان في المدرسة كان مركزه المفضل هو الوسط لحبه للتسجيل الأهداف وحبه لتقليد مهارات الاعب الكويتي جاسم يعقوب

## مسيرته الكروية
في العام 1969 لعب حمود سلطان في أشبال المحرق إلى أن جاء العام 1971 فانتقل ليلعب مع فريق الشباب ولعب فيه موسما واحدا فقط ثم أكمل مشواره مع الفريق المدرسي لدولة البحرين لأنه كان طالبا في مدرسة الهداية الخليفية بالمحرق وزار مع منتخب المدارس البحرينية قطر والإمارات.
بعد 5 سنوات من الانضمام لفريق نادي المحرق للأشبال انتقل حمود سلطان ليلعب ضمن الفريق الأول، ولعب معه كحارس مرمى فظهر معه بمستوى ممتاز جعل مدرب منتخب الشباب يختاره ليكون ضمن منتخب الشباب البحريني المشارك في بطولة آسيا الثانية عشرة للشباب المقامة في الكويت.
واصل حمود سلطان انطلاقه نحو النجاح والتألق لينضم أخيرا إلى المنتخب العسكري البحريني، وشارك معه في بطولة العالم العسكرية في الكويت وقطر، وذاد في هاتين البطولتين عن مرماه ببسالة، وهذا جعل منتخب البحرين يقدم الأداء المشرف والنتائج الجيدة في هاتين البطولتين، ومنذ ذلك اليوم وحمود سلطان هو الحارس الأول في البحرين وأي حارس آخر عليه الجلوس على دكة البدلاء حتى يحدث الله أمرا كان مفعولا.
لعب حمود سلطان في دورات الخليج منذ البطولة الرابعة في قطر وحتى الثانية عشرة في الإمارات فأصبح من أكثر لاعبي الخليج مشاركة في البطولة إن لم يكن أكثرهم على الإطلاق.
حصل الحارس الطائر حمود سلطان على لقب أفضل حارس مرمى خليجي عدة مرات، وعلى لقب أحسن حارس مرمى في تصفيات كأس العالم للمجموعة الآسيوية المقامة في الرياض العام 1981، كما أنه كان حارسا لمنتخب البحرين في تصفيات لوس أنجليس في سنغافورة العام 1984.
ونظرا لتميزه وإبداعه تلقى حمود سلطان عرضا من أحد الأندية السعودية الكبيرة ليلعب حمود سلطان لها كمحترف، ولكن الاتحاد البحريني لكرة القدم عارض انتقال حمود سلطان وهذا تسبب في رد فعل عكسي عليه، ولكن سرعان ما عاد حمود سلطان مرة أخرى إلى أحضان ناديه المحرق

## احترافه
جذب حمود سلطان الأنظار إليه نظزا لإمكانياته الفنية وكفاءته العالية، وتلقى العديد من العروض الاحترافية، ولكن قانون اللعبة في البحرين لم يكن يسمح بالاحتراف آنذاك، ومنعه من تحقيق حلمه الذي كان يُداعبه طوال مسيرته، حيث تلقى عرضا من الأهلي الإماراتي عام 1983، كما أبدى مانشستر سيتي الإنجليزي رغبته في ضمه، وتقدم بعرض أثناء تواجده مع المنتخب بمعسكر إعدادي بإنجلترا، إلا أن مسؤولي الرياضة في بلاده رفضوا الفكرة

## اعتزاله
لم يقم نادي المحرق بالاحتفاء باعتزالي على الرغم مما قدمته للنادي على مدى ربع قرن، وكانت الاحتفالية بدعم وتعاون من أصدقاء ومحبين ومشجعين، وحضر الاحتفالية نجوم من فرق خليجية، ولا أنسى لإدارة النادي التي كانت موجودة في تلك الفترة هذا الموقف، أما عن راتبي التقاعدي فهو الخاص بوظيفتي في الجمارك.
- حمود سلطان على موقع الاتحاد الدولي (مؤرشف)  (الإنجليزية)